# 巴豆藤属
巴豆藤属（学名：Craspedolobium）是蝶形花科下的一个属，为木质藤本植物。该属仅有巴豆藤（Craspedolobium schochii）一种，分布于中国云南、四川和广西。